# 挪威少艾
挪威少艾，是日本純種競賽馬匹。生涯活躍於短途、一哩賽事，曾於2016年勝出雌馬賽及函館短途錦標。

## 出賽前
2013年3月4日出生於北海道白老町白老牧場，成長途中於一口馬主俱樂部G1 Racing Co Ltd進行馬主募集。
其後交由栗東訓練中心練馬師鮫島一步訓練。

## 競賽生涯

### 2歲
2015年11月15日出戰京都競馬場2歲新馬戰，保持於第二的先行位置下於直路稍為透出，後續繼續加速之下成功領先，最終以1/2馬位優勢取得首勝。
其後出戰2歲500萬獎金以下條件戰，於中團後方展開賽事下雖然於直路爆發速度，但最終仍然僅跑獲第三。

### 3歲
2016年年初繼續出戰3歲500萬獎金以下條件戰，並取得第三及第五的戰績。
其後以雌馬賽作為目標，賽前僅取得第八人氣的第評價。比賽開始後，其順利出閘之下維持於內欄有利位置，並跟隨前方的Candy Barows及So Divine在第三推進。進入直路後，其輕鬆加速並超越兩名對手取得領先，於中段繼續保持速度下成功抵擋後上馬At the Seaside的攻勢，以爆冷的姿態奪得首個分級賽冠軍。
贏得雌馬賽後選擇挑戰櫻花賞，本次比賽採用居中戰術下不但未能於直路順利加速，更於中段的路程不斷失速，最終以尾二第十七大敗。
其後進入休養，並於夏季的函館短途錦標復出，賽前僅獲得第十二的人氣。比賽開始後，其採取主動的姿態緊貼領放馬Laurel Veloce推進，通過彎道的時候稍為發力推出。進入直路後，其繼續加速之下成功進佔領先的位置，於中團繼續保持衝勢下成功壓制同樣位置的逃學修治，最終以鼻位優勢險勝取得第二個分級賽冠軍，亦以1分7.8秒的完賽時間打破記錄。
8月28日繼續於夏季賽事中作賽並出戰堅蘭盃，本次比賽其繼續採取前置戰術，但於直路上未能最大程度發揮，最終敗於白富美、逃學修治及唐吉快跑取得第四。
秋季選擇挑戰短途馬錦標，比賽初段保持於第二的位置推進，但於通過彎道後稍為墮後至第四的位置。進入直路後，其於中檔奮力加速衝前，並於直路中段和前方的覓奇島及衝出的彎刀赤駿展開爭奪，可惜被壓制之下敗於兩名對手取得第三。

### 4歲
2017年其於年初以絲路錦標作為古馬生涯的首戰，採取領放戰術下未能於直路維持速度，最終不斷被趕過之下以第六完賽。
其後調整高松宮紀念未能保持水準，於直路無法順利突破之下以第九落敗，5月增程出戰維多利亞一哩賽亦未能做出突破，最終僅能跑獲第五的戰績。
進入夏季後，其重返短途戰線出戰堅蘭盃，維持於第二的位置下於最後彎道逐步發力，直路初頭透出下繼續加速。進入直路中段，其仍然維持自身的速度，雖然最終被後方加速的Epoisses超越，但仍然可以壓制純美化身守住一席亞軍。
10月其因被排除於短途馬錦標出賽名單外，因而改以公開賽蛋白石錦標作為調整。比賽途中，其瞬間衝出並進佔先頭位置進行領放，最終於直路越走越順之下成功奪得冠軍。
11月再度挑戰分級賽並出戰三級賽京阪盃，但未能發揮實力下以第九落敗。

### 5歲
2018年其狀態仍然未有好轉，出戰京都牝馬錦標及打吡公爵挑戰盃分別以第十一及第十四大敗。
完成以上賽事後，陣營決定安排其退役，並於4月11日取消日本中央競馬會的賽駒註冊。

### 詳細賽績
| 日期       | 舉辦國家 | 馬場 | 距離   | 級別 | 賽事名稱         | 負重 | 騎師     | 馬號 | 出馬 | 名次 | 時間   | 頭馬（二馬）       |
| ---------- | -------- | ---- | ------ | ---- | ---------------- | ---- | -------- | ---- | ---- | ---- | ------ | ------------------ |
| 15/11/2015 | 日本     | 京都 | 草1400 |      | 2歲新馬          | 54   | 川田將雅 | 11   | 11   | 1    | 1:23.3 | （Toshin Spark）   |
| 20/12/2015 | 日本     | 阪神 | 草1200 |      | 2歲500萬獎金以下 | 54   | 川田將雅 | 5    | 12   | 3    | 1:09.6 | Sigerunokogirizame |
| 31/1/2016  | 日本     | 京都 | 草1400 |      | 3歲500萬獎金以下 | 54   | 川田將雅 | 9    | 14   | 3    | 1:22.4 | Meisho Shachi      |
| 20/2/2016  | 日本     | 京都 | 草1400 |      | 3歲500萬獎金以下 | 54   | 川田將雅 | 3    | 13   | 5    | 1:24.2 | Meisho Bird's      |
| 13/3/2016  | 日本     | 阪神 | 草1400 | GII  | 雌馬賽           | 54   | 川田將雅 | 3    | 13   | 1    | 1:22.1 | （At the Seaside） |
| 10/4/2016  | 日本     | 阪神 | 草1600 | GI   | 櫻花賞           | 55   | 蛯名正義 | 4    | 18   | 17   | 1:35.4 | Jeweler            |
| 19/6/2016  | 日本     | 函館 | 草1200 | GIII | 函館短途錦標     | 50   | 丸田恭介 | 16   | 16   | 1    | 1:07.8 | （逃學修治）       |
| 28/8/2016  | 日本     | 札幌 | 草1200 | GIII | 堅蘭盃           | 52   | 丸田恭介 | 5    | 14   | 4    | 1:08.8 | 白富美             |
| 2/10/2016  | 日本     | 中山 | 草1200 | GI   | 短途馬錦標       | 53   | 田邊裕信 | 4    | 16   | 3    | 1:07.6 | 彎刀赤駿           |
| 29/1/2017  | 日本     | 京都 | 草1200 | GIII | 絲路錦標         | 54   | 杜滿萊   | 5    | 13   | 6    | 1:08.3 | 舞蹈總監           |
| 26/3/2017  | 日本     | 中京 | 草1200 | GI   | 高松宮紀念       | 55   | 田邊裕信 | 13   | 18   | 9    | 1:09.5 | 特色星雲           |
| 14/5/2017  | 日本     | 東京 | 草1600 | GI   | 維多利亞一哩賽   | 55   | 川田將雅 | 4    | 17   | 5    | 1:34.2 | 領銜女角           |
| 27/8/2017  | 日本     | 札幌 | 草1200 | GIII | 堅蘭盃           | 54   | 川田將雅 | 11   | 13   | 2    | 1:09.0 | Epoisses           |
| 8/10/2017  | 日本     | 京都 | 草1200 | OP   | 蛋白石錦標       | 55   | 松山弘平 | 7    | 13   | 1    | 1:07.5 | （蹄快來）         |
| 26/11/2017 | 日本     | 京都 | 草1200 | GIII | 京阪盃           | 54   | 川田將雅 | 7    | 16   | 9    | 1:09.3 | 暴君尼祿           |
| 17/2/2018  | 日本     | 京都 | 草1400 | GIII | 京都牝馬錦標     | 55   | 杜滿萊   | 3    | 12   | 11   | 1:24.5 | 豹俠女             |
| 31/3/2018  | 日本     | 中山 | 草1600 | GIII | 打吡公爵挑戰盃   | 55.5 | 三浦皇成 | 14   | 16   | 14   | 1:33.7 | 沐浴愛河           |

## 退役後
退役後，挪威少艾成為了繁殖雌馬，於北海道白老町白老牧場休養，在2019年進行配種。首匹子嗣Anitra於2020年出生，可於2022年出賽。

### 詳細繁殖資料
| 數目   | 馬名          | 出生年 | 性別 | 父系             | 練馬師                                         | 馬主                     | 戰績                  |
| ------ | ------------- | ------ | ---- | ---------------- | ---------------------------------------------- | ------------------------ | --------------------- |
| 第一匹 | Anitra        | 2020   | 雌   | 龍王             | 栗東・鮫島一步 →川崎・山崎尋美 →美浦・矢嶋大樹 | North Hills              | 12戰4冠1亞1季（現役） |
| 第二匹 | 挪威少艾2021  | 2021   | 雌   | 龍王             |                                                |                          | （未出戰）            |
| 第三匹 | Young Soldier | 2022   | 雄   | Bricks and Motor | 栗東・武幸四郎                                 | 藤田晉                   | 1戰0冠0亞0季（現役）  |
| 第四匹 | Glenserose    | 2023   | 雌   | 黃金巨匠         | 栗東・池添學                                   | Shadai Race Horse Co Ltd | （未出戰）            |
| 第五匹 | 挪威少艾2024  | 2024   | 雌   | 食為主           |                                                |                          | （未出戰）            |

## 血統簡介
父系大和主將爲日本賽駒，生涯活躍於一哩賽事，曾於2007年稱霸春秋一哩賽，於2000米賽事亦有不錯戰績，如曾勝出皋月賞及秋季天皇賞。祖父週日寧靜爲美國三冠賽雙冠馬，退役後在日本配種，其子嗣贏得巨額獎金，連續12年成為日本冠軍種馬。
母系As de Coeur為日本賽駒，生涯僅取得條件戰的勝利。外祖父森林寶穴爲日本賽駒，生涯戰績優秀，曾勝出東京優駿（日本打吡）及日本盃。

### 血統表
| 父線：週日寧靜系（Halo系）          |                                |               |                 |
| 種馬 大和主將 2001年（栗色）        | 週日寧靜 1986年（棕色）        | Halo          | Hail to Reason  |
| 種馬 大和主將 2001年（栗色）        | 週日寧靜 1986年（棕色）        | Halo          | Cosmah          |
| 種馬 大和主將 2001年（栗色）        | 週日寧靜 1986年（棕色）        | Wishing Well  | Understanding   |
| 種馬 大和主將 2001年（栗色）        | 週日寧靜 1986年（棕色）        | Wishing Well  | Mountain Flower |
| 種馬 大和主將 2001年（栗色）        | Scarlet Bouquet 1988年（栗色） | 北方風味      | 北地舞人        |
| 種馬 大和主將 2001年（栗色）        | Scarlet Bouquet 1988年（栗色） | 北方風味      | Lady Victoria   |
| 種馬 大和主將 2001年（栗色）        | Scarlet Bouquet 1988年（栗色） | Scarlet Ink   | Crimson Satan   |
| 種馬 大和主將 2001年（栗色）        | Scarlet Bouquet 1988年（栗色） | Scarlet Ink   | Consentida      |
| 繁殖雌馬 As de Coeur 2005年（栗色） | 森林寶穴 1998年（棗色）        | 東來兵        | Kampala         |
| 繁殖雌馬 As de Coeur 2005年（栗色） | 森林寶穴 1998年（棗色）        | 東來兵        | Severn Bridge   |
| 繁殖雌馬 As de Coeur 2005年（栗色） | 森林寶穴 1998年（棗色）        | Dance Charmer | 雷利耶夫        |
| 繁殖雌馬 As de Coeur 2005年（栗色） | 森林寶穴 1998年（棗色）        | Dance Charmer | Skillful Joy    |
| 繁殖雌馬 As de Coeur 2005年（栗色） | Irish Caerley 1994年（棗色）   | Caerleon      | 尼真斯基        |
| 繁殖雌馬 As de Coeur 2005年（栗色） | Irish Caerley 1994年（棗色）   | Caerleon      | Foreseer        |
| 繁殖雌馬 As de Coeur 2005年（栗色） | Irish Caerley 1994年（棗色）   | Enthraller    | Bold Forbes     |
| 繁殖雌馬 As de Coeur 2005年（栗色） | Irish Caerley 1994年（棗色）   | Enthraller    | Goofed          |
| 雌系：Goofed系（號族：17-b）        |                                |               |                 |
| 五代內近親交配：北地舞人 4×5×5      |                                |               |                 |

## 命名由來
名字Solveig（ソルヴェイグ）為挪威劇作家亨里克·易卜生作品《培爾·金特》中的角色名稱，香港則取背後意思，翻譯為「挪威少艾」。

## 外部連結
- 挪威少艾 netkeiba.com
- 血統表 （页面存档备份，存于）